# Sans soleil
Pour les articles homonymes, voir Sans soleil (homonymie).
Pour plus de détails, voir Fiche technique et Distribution.
Sans soleil est un documentaire français réalisé par Chris Marker sorti en 1983. Il s'agit d'un essai cinématographique visant à mettre en relation diverses cultures comme la civilisation japonaise et la Guinée-Bissau ou encore le Cap-Vert.

## Synopsis
Le film est construit autour du discours d'un cameraman fictif, Sandor Krasna, rédacteur de lettres lues tout au long du film par Florence Delay. Dans ses écrits, il va traiter successivement du temps, de la mémoire, de la fragilité humaine face aux séismes du Japon ou encore face à la famine, menace constante au Cap-Vert ou en Guinée-Bissau. Le cinéaste voyage alors aux « deux pôles extrêmes de la survie » tel qu'il le dit lui-même. Il montrera non pas les difficultés pour ces sociétés à s'en sortir, mais plutôt leur façon de vivre et d'exister au-delà de ce qui peut leur coûter la vie. Car comme il l'annonce : « Moi, ce que je veux vous montrer, ce sont les fêtes de quartier ».

## Fiche technique
- Réalisation et scénario[1] : Chris Marker
  - Assistant à la réalisation : Pierre Camus
- Musique :
  - Bande électro-acoustique : Chris Marker sous le pseudonyme de Michel Krasna
  - Thème de Sans Soleil : Modeste Moussorgski
  - Valse triste de Sibelius traitée par Isao Tomita
  - Chant  : Arielle Dombasle
- Montage : Chris Marker
- Mixage son : Antoine Bonfanti, Paul Bertault
- Effets spéciaux : Chris Marker sous le pseudonyme de Hayao Yamaneko
- Société de production : Argos Films
- Pays d'origine :  France
- Langue originale : français
- Format : couleurs - 1,66:1 - mono
- Durée  : 100 minutes
- Date de sortie :
  - France : 2 mars 1983

## Distribution
- Florence Delay : narratrice (version originale française)
- Alexandra Stewart : narratrice (version anglaise)
- Arielle Dombasle : elle-même (apparition furtive)
- Bin Akao : lui-même

Apparitions dans les images d'archive :
- James Stewart (extraits du film Sueurs froides)
- Kim Novak (extraits du film Sueurs froides)
- David Coverdale
- Amílcar Cabral

## Commentaires
Michel et Sandor Krasna sont en fait des personnages fictifs. Ce sont des pseudonymes de Chris Marker (« Krasna » signifiant « rouge » ou « beau » en russe). Marker utilise aussi un pseudonyme japonais, Hayao Yamaneko, comme créateur des effets spéciaux avec le synthétiseur d'images EMS Spectre.
Le montage incorpore des images qui n'ont pas été tournées pour ce film et qui ont été filmées par d'autres personnes : Sana Na N'Hada (carnaval de Bissau), Jean-Michel Humeau (cérémonie des grades), Mario Marret et Eugenio Bentivoglio (guérilla à Bissau), Danièle Tessier (mort d'une girafe), Haroun Tazieff  (Islande 1970) et Alfred Hitchcock (extraits du film Vertigo).

## Analyse
Ce film est un essai cinématographique reliant de multiples sujets : histoire, géographie, sociologie, politique et religions s'y croisent, s'y font écho et se répondent ; Chris Marker se sert aussi de plans qu'il avait filmés pour d'autres cinéastes, tel que Claude Lelouch, ou encore pour des chercheurs comme Haroun Tazieff.
Dans le générique il ne se présente pas sous le registre « réalisation », mais sous celui de « composition et montage », ce qui souligne cette volonté de mise en rapport d'éléments a priori disparates. On retrouve d'ailleurs la même logique dans la bande son, où bruits et commentaires se mélangent de façon très subtile. Il s'agit donc d'un processus avant tout poétique, mettant en lien des images et des idées tantôt très éloignées, tantôt très proches.
Le titre, dès le départ complexe (il est rédigé en trois langues : français, anglais et russe), renvoie à la fois à la mélodie de Modeste Moussorgski, à un commentaire sur la conception occidentale de la dénomination des choses, ici parlant du soleil, et au soleil noir[Quoi ?] de Hiroshima.
La voix off n'est pas celle d'un commentaire en direct, elle a un statut très particulier ; la répétition de la formule « il m'écrivait » crée en effet une double distance : elle rejette le commentaire dans une sorte de passé indéfini et rappelle en quelque sorte que la voix entendue n'est pas celle du commentateur lui-même. Seule la fin va faire coïncider à peu près le présent du commentaire et le présent des images : « il m'écrit (...) Y aura-t-il une dernière lettre ? »

## Éditions vidéo
Sans soleil sort en combo DVD/Blu-ray chez Potemkine Films le 1er décembre 2020, avec une restauration 2K, des bonus inédits ; Le Dépays de Chris Marker est incluse dans cette édition.